# Maggior Consiglio
Il Maggior Consiglio era il massimo organo politico della Repubblica di Venezia. Si riuniva in un'apposita ampia sala del Palazzo Ducale.
A esso spettava la nomina del Doge (la procedura di elezione era complicata e prevedeva circa dieci passaggi di elezioni e sorteggi) e di tutti gli altri consigli e numerose magistrature, con poteri illimitati e sovrani su qualsiasi questione. La partecipazione al Maggior Consiglio era un diritto ereditario ed esclusivo delle famiglie patrizie iscritte nel Libro d'Oro della nobiltà veneziana, che in esso si costituivano Stato.

## Storia

### Origine
Un primo Consilium Sapientium probabilmente esisteva già da tempo come consiglio personale del Doge. Tuttavia, a partire dal 1143 un nuovo Consilium venne creato come rappresentanza permanente della sovrana Concione popolare, affiancando il duca nel governo. L'atto formalizzava l'assetto in forma comunale dello Stato, con la nascita del Commune Veneciarum ("Comune di Venezia"). Neppure un trentennio dopo, nel 1172 il Consilium veniva trasformato in assemblea sovrana con il nome di Maggior Consiglio, inizialmente composto da 35 e in seguito da 100 consiglieri, cui si aggiunsero di diritto, a partire dal 1179, i membri del nuovo organismo della Quarantia. Dal 1207 i consiglieri, poi, non vennero più nominati direttamente dall'assemblea popolare, ma da tre elettori da questa scelti, poi aumentati a sette nel 1230.
Di recente sono stati rinvenuti due documenti simili di cui uno chiamato Codice "dei Frari" che riporta l'elenco completo dei procuratori di San Marco, eletti dal Maggior Consiglio dal 812, anno di elezione del primo procuratore: Piero Tradonico (Gradenigo) eletto il "XV Lugio" con "balotte" (patrizi votanti) 400 per il si e 19 per il no. La datazione di questo documento entra in contrasto con la data riconosciuta della nascita del gran consiglio, il Commune Veneciarum potrebbe esserci da tempo prima, ipotesi che al momento non  cambia la tradizione storica.

### LaSerratadel Maggior Consiglio

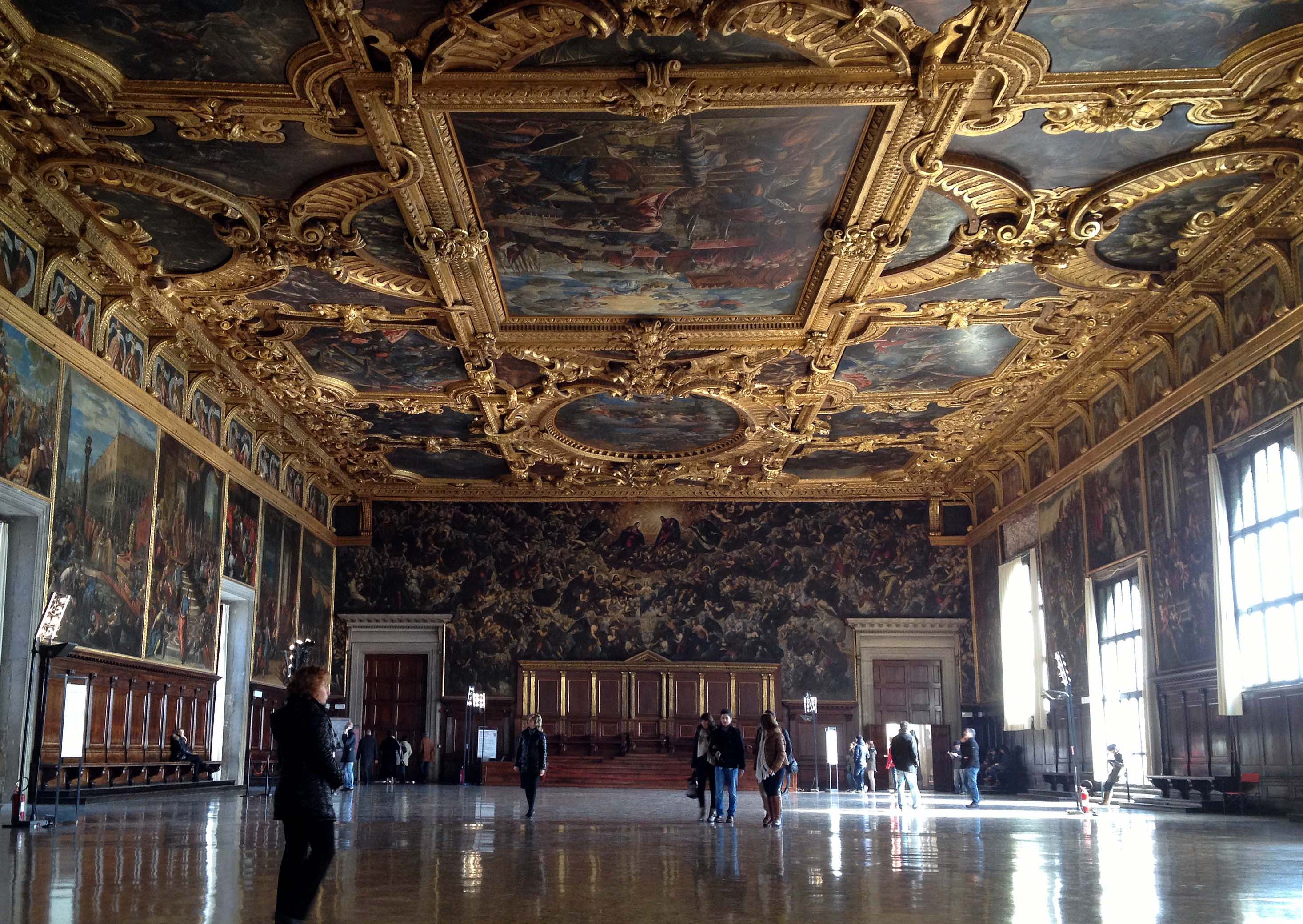
Veduta odierna della Sala del Maggior Consiglio nel Palazzo Ducale di Venezia

Proposte di trasformazione della partecipazione al consiglio in diritto ereditario o per cooptazione da parte del consiglio stesso già erano state a più riprese presentate e respinte sotto i dogadi di Giovanni Dandolo, nel 1286, e Pietro Gradenigo, nel 1296.
Ma ormai la volontà delle famiglie aristocratiche e dello stesso doge Gradenigo di assicurarsi con maggiore stabilità e continuità la partecipazione al governo della Repubblica, ormai troppo forte, portò il 28 febbraio 1297 alla Serrata del Maggior Consiglio: questo provvedimento apriva di diritto il Maggior Consiglio a tutti coloro che già ne avessero fatto parte nei quattro anni precedenti e, ogni anno, a quaranta sorteggiati tra i loro discendenti. La riforma inoltre aumentava senza limiti i membri del Consiglio.
L'ingresso di nuovi membri fu limitato con leggi del 1307 e del 1316; il 19 luglio 1315 venne ordinata la creazione del Libro d'Oro in cui iscrivere, al compimento dei diciotto anni, i nomi di quanti avrebbero avuto diritto di accedere al Maggior Consiglio.
Nel 1319 si ebbe la stretta finale. Si procedette a un attento vaglio della validità dei titoli degli iscritti nel Libro d'Oro, dopodiché si procedette ad abolire la possibilità di eleggere nuovi membri del Consiglio, stabilendo l'automatico accesso al Maggior Consiglio per tutti i patrizi maschi al compimento dei 25 anni d'età, con l'eccezione per trenta di loro, sorteggiati ogni anno nel giorno di Santa Barbara, di accedervi già al compimento dei vent'anni: il Maggior Consiglio diveniva definitivamente un'assemblea chiusa ed ereditaria.
Nel 1423 il Maggior Consiglio aboliva anche formalmente l'ormai inutile concio popolare.

### Dal Cinquecento alla caduta della Repubblica

Compilazione delle leggi del serenissimo Maggior Consiglio, 1728

Nel 1498 vennero esclusi dal Maggior Consiglio gli ecclesiastici e nel 1506 e 1526 vennero istituiti i registri di nascite e matrimoni per facilitare l'accertamento del diritto d'accesso al corpo della nobiltà. Nel 1527 gli aventi diritto a sedere nel Maggior Consiglio, selezionati tra tutti gli uomini oltre i vent'anni delle famiglie più illustri della città, raggiungono il numero massimo di 2746.
L'effetto delle disposizioni della Serrata aveva fatto aumentare vertiginosamente il numero dei membri, tanto da arrivare a contare nel Cinquecento fino a 2095 patrizi votanti in Palazzo Ducale: le ovvie difficoltà di gestione di un simile organo e la mancanza di selezione sulle reali capacità di quanti vi entravano per diritto, portarono a delegare le più immediate funzioni di governo a organi minori, più snelli e selezionati, in particolare al Senato, ferma restando la sovranità del Maggior Consiglio e il suo diritto di ultima parola su qualunque materia.
In alcuni rari casi, di fronte a gravi pericoli o difficoltà economiche, l'accesso al Maggior Consiglio venne aperto a nuove famiglie, a fronte di lauti donativi allo Stato: fu il caso della guerra di Chioggia e della guerra di Candia, quando, per sostenere le ingenti spese di guerra, vennero ammesse le famiglie che più avevano sostenuto economicamente lo sforzo bellico.
Altra particolarità fu il crearsi nel tempo di una divisione all'interno della nobiltà tra la nobiltà ricca, cioè delle famiglie che erano riuscite nel tempo a mantenere intatto o ad accrescere le proprie capacità economiche, e quella povera (i cosiddetti Barnabotti), di quanti avevano progressivamente o improvvisamente depauperato le proprie ricchezze, ma continuavano a mantenere il diritto ereditario a sedere nel Maggior Consiglio. Questo portava spesso le due parti della nobiltà a scontrarsi in consiglio e apriva la possibilità a fenomeni di compravendita dei voti.
Fu il Maggior Consiglio, il 12 maggio 1797, a decretare la fine della Repubblica di Venezia, scegliendo - di fronte all'invasione napoleonica - di accogliere l'abdicazione dell'ultimo doge Lodovico Manin e di sciogliere l'assemblea aristocratica: nonostante la mancanza del richiesto numero legale di 600 membri, il consiglio votò a larghissima maggioranza (512 voti a favore, 30 contrari, 5 astenuti) la fine della Serenissima e il trasferimento dei poteri a un indefinito governo provvisorio, sanzionato il 16 maggio dal trattato di Milano.

## Il Broglio
In occasione delle più importanti votazioni i membri del Maggior Consiglio si ritrovavano sull'area antistante il Palazzo ducale, chiamato Broglio (dall'antico brolo, cioè orto, sul quale era sorta Piazza San Marco) dove i cosiddetti Barnabotti (la nobiltà decaduta e impoverita) contrattavano i loro voti con i candidati. Questa pratica ha dato origine al termine broglio per indicare le truffe elettorali.